# Чабанов, Фёдор Васильевич
Фёдор Васильевич Чабанов - советский хозяйственный, государственный и политический деятель, Герой Социалистического Труда. 

## Биография
Родился в селе Вознесенка в 1908 году. Член ВКП(б) с 1942 года.
С 1920 года - на хозяйственной, общественной и политической работе. В 1920-1963 гг. — работник по найму у зажиточных селян, пастух, плотник в овцесовхозе «Родинский», член вновь созданного колхоза имени Молотова, бригадир комбайнеров Фрунзенской МТС Родинского района, инициатор широкого социалистического соревнования механизаторов Алтая.
Указом Президиума Верховного Совета СССР от 20 мая 1949 года присвоено звание Героя Социалистического Труда с вручением ордена Ленина и золотой медали «Серп и Молот».
Избирался депутатом Верховного Совета РСФСР 2-го, 3-го, 4-го, 5-го созывов.
Умер в 1999 году.